# Baia di Tautira
La baia di Tautira è una baia della costa occidentale dell'isola di Tahiti, la maggiore delle Isole del Vento della Polinesia francese. L'esploratore britannico James Cook ha gettato l'ancora diverse volte in questa baia, da cui il nome con cui talvolta è conosciuta, ancoraggio di Cook. Nella baia sfocia il breve fiume Vaitepiha.